# 益门镇
益门镇，是中华人民共和国四川省凉山彝族自治州会理市下辖的一个乡镇级行政单位。2019年12月，撤销白果湾乡和下村乡，将原白果湾乡白果村、双河村、龙泉村、笆笆村、齐合村和原下村乡所属行政区域划归益门镇管辖。

## 行政区划
益门镇下辖以下地区：
益门镇社区、中村、上村、小凉村、大磨村和魏家沟村。